# Discografia dei Royal Hunt
Questa voce contiene l'intera discografia dei Royal Hunt, gruppo musicale progressive metal statunitense. La discografia, che va dal 1992 fino al 2022, comprende quattordici album in studio, sei album dal vivo, tre raccolte, due EP e oltre  trenta singoli, a cui vanno aggiunti all'incirca  dieci bootleg ufficiali e pubblicazioni rese disponibili  soltanto agli iscritti dei fan club ufficiali.

## Discografia

### Album in studio
| Anno                                                                          | Titolo | Classifiche | Classifiche | Classifiche | Classifiche | Classifiche | Classifiche | Classifiche | Classifiche | Classifiche | Classifiche | Classifiche | Certificazioni |
| Anno                                                                          | Titolo | USA         | FIN         | FRA         | GER         | JPN         | ITA         | NLD         | NOR         | SWE         | SWI         | UK          | Certificazioni |
| ----------------------------------------------------------------------------- | --- | ----------- | ----------- | ----------- | ----------- | ----------- | ----------- | ----------- | ----------- | ----------- | ----------- | ----------- | -------------- |
| 1992                                                                          | Land of Broken Heart - Pubblicato: 6 marzo 1992 - Etichetta: Teichiku Records - Formati: CD, LP, MC, download digitale           | —           | —           | —           | —           | 98          | —           | —           | —           | —           | —           | —           |                |
| 1993                                                                          | Clown in the Mirror - Pubblicato: 3 ottobre 1993 - Etichetta: Teichiku Records - Formati: CD, LP, MC, download digitale          | 61          | —           | —           | 94          | 79          | 37          | —           | —           | —           | —           | —           |                |
| 1995                                                                          | Movin Target - Pubblicato: 17 aprile 1995 - Etichetta: Magna Carta Records - Formati: CD, 2 LP, MC, download digitale            | 46          | —           | —           | 76          | 18          | —           | -           | —           | 5           | -           | 24          |                |
| 1997                                                                          | Paradox - Pubblicato: 18 maggio 1997 - Etichetta: Magna Carta Records - Formati: CD, 2 LP, MC, download digitale                 | 52          | 5           | 42          | 54          | 16          | 38          | 16          | 20          | 14          | 43          | 163         |                |
| 1999                                                                          | Fear - Pubblicato: 26 ottobre 1999 - Etichetta: Northpoint Productions - Formati: CD, 2 LP, download digitale                    | 73          | 6           | 40          | 8           | 19          | 7           | 28          | 28          | 44          | 44          | 131         |                |
| 2001                                                                          | The Mission - Pubblicato: 29 gennaio 2002 - Etichetta: Elektra - Formati: 2 CD, 2 LP, download digitale                          | 46          | 2           | 17          | 12          | 15          | 5           | 14          | 16          | 12          | 52          | —           |                |
| 2003                                                                          | Eyewhitness - Pubblicato: 14 novembre 2003 - Etichetta: Mushroom Records - Formati: CD, LP, download digitale                    | 53          | 918         | 24          | 16          | 12          | 11          | 21          | 9           | 9           | 44          | 146         |                |
| 2005                                                                          | Paper Blood - Pubblicato: 18 luglio 2005 - Etichetta: Atlantic - Format: CD, 2 LP, MC, download digitale                         | 36          | 18          | 18          | 15          | 10          | 2           | 9           | 9           | 4           | 25          | 72          |                |
| 2011                                                                          | Show Me How to Live - Pubblicato: 2 giugno 2011 - Etichetta: Northpoint Productions - Formati: CD, CD+DVD, LP, download digitale | 19          | 3           | 17          | 7           | 12          | 2           | 2           | 3           | 5           | 14          | 25          |                |
| 2013                                                                          | A Life to Die for - Pubblicato: 27 marzo 2013 - Etichetta: Northpoint Productions - Formati: CD, LP, download digitale           | 39          | 26          | 9           | 28          | 8           | 5           | 3           | 7           | 3           | 9           | 23          |                |
| 2015                                                                          | Devil's Dozen - Pubblicato: 13 settembre 2011 - Etichetta: Northpoint Productions - Formati: CD, CD+DVD, 2 LP, download digitale | 27          | 31          | -           | -           | -           | -           | -           | 78          | 26          | 72          | 41          |                |
| 2018                                                                          | Cast in Stones - Pubblicato: 21 settembre 2018 - Etichetta: Roadrunner - Formati: CD, CD+DVD, 2 LP, download digitale            | 54          | 41          | 18          | 47          | -           | -           | -           | -           | 78          | 36          | -           |                |
| 2020                                                                          | Dystopia - Pubblicato: 23 settembre 2020 - Etichetta: Roadrunner - Formati: 2 CD, 4 LP, download digitale                        | 11          | 2           | 13          | 5           | 10          | 3           | 4           | 2           | 3           | 5           | 11          |                |
| "—" indica una pubblicazione non classificata o non pubblicata in quel Paese. | |             |             |             |             |             |             |             |             |             |             |             |                |

### Album dal vivo
| Anno                                                                          | Titolo | Classifiche | Classifiche | Classifiche | Classifiche | Classifiche | Classifiche | Classifiche | Classifiche | Classifiche | Classifiche |
| Anno                                                                          | Titolo | USA         | FIN         | FRA         | GER         | ITA         | JPN         | NLD         | NOR         | SWI         | UK          |
| ----------------------------------------------------------------------------- | --- | ----------- | ----------- | ----------- | ----------- | ----------- | ----------- | ----------- | ----------- | ----------- | ----------- |
| 1996                                                                          | Royal Hunt Live 1996 - Pubblicato: 27 ottobre 1998 - Etichetta: East West - Formati: CD, MC, download digitale                 | 157         | 130         | —           | 59          | —           | 49          | 58          | —           | —           | —           |
| 1998                                                                          | Closing the Chapter - Pubblicato: 11 settembre 2001 - Etichetta: East West - Formati: 3 CD, download digitale                  | 120         | —           | 117         | 71          | 23          | 60          | —           | —           | —           | —           |
| 2004                                                                          | Live at Budokan - Pubblicato: 5 ottobre 2004 - Etichetta: - Formati: 3 CD, 4 LP, download digitale                             | —           | —           | —           | 91          | 46          | 63          | 91          | —           | —           | —           |
| 2006                                                                          | Royal Hunt Live 2006 - Pubblicato: 29 agosto 2006 - Etichetta: Rhino - Formati: 3 CD, 4 LP, download digitale                  | 134         | 36          | 141         | 40          | 14          | 50          | 34          | 18          | 72          | 94          |
| 2016                                                                          | Cargo - Pubblicato: 27 novembre 2016 - Etichetta: Nuclear Blast - Formati: 3 CD+2 DVD, 3 CD+2 BD, 4 LP+3 CD, download digitale | —           | 157         | -           | -           | -           | —           | 78          | —           | 29          | 77          |
| 2017                                                                          | Royal Hunt Live 2016 - Pubblicato: 25 giugno 2017 - Etichetta: Nuclear Blast - Formati: CD, 2 LP+CD, download digitale         | —           | —           | —           | 20          | —           | —           | 85          | —           | 19          | —           |
| "—" indica una pubblicazione non classificata o non pubblicata in quel Paese. | |             |             |             |             |             |             |             |             |             |             |

### Raccolte
| Anno                                                                          | Titolo | Classifiche | Classifiche | Classifiche | Classifiche | Classifiche | Classifiche | Classifiche | Classifiche | Classifiche | Classifiche |
| Anno                                                                          | Titolo | US          | FIN         | GER         | JPN         | ITA         | NLD         | NOR         | SWE         | SWI         | UK          |
| ----------------------------------------------------------------------------- | --- | ----------- | ----------- | ----------- | ----------- | ----------- | ----------- | ----------- | ----------- | ----------- | ----------- |
| 1999                                                                          | The First 4 Chapters... and More - Pubblicato: 27 aprile 1999 - Etichetta: Rhino Records - Formati: CD, download digitale | 122         | —           | 77          | 28          | 37          | 52          | 12          | 46          | 62          | 113         |
| 1999                                                                          | The Royal Hunt Best Live - Pubblicato: 25 dicembre 2013 - Etichetta: Autoprodotto - Formati: download digitale            | —           | 28          | 25          | —           | —           | —           | —           | —           | 20          | —           |
| 2002                                                                          | On the Mission - Pubblicato: 18 febbraio 2002 - Etichetta: Inside Out - Formati: CD, 2 LP+CD, download digitale           | —           | —           | —           | —           | —           | —           | —           | —           | —           | —           |
| "—" indica una pubblicazione non classificata o non pubblicata in quel Paese. | |             |             |             |             |             |             |             |             |             |             |

## Extended play
| 1995 | Far Away - Pubblicato: 20 settembre 1995 - Etichetta: East West - Formati: CD, MC, download digitale | 36 | 27 | 146 | - | - | 13 | 88 |  |                                                                               |                                                                               |                                                                               |                                                                               |                                                                               |                                                                               |                                                                               |                                                                               |                                                                               |                                                                               |                                                                               |                                                                               |                                                                               |                                                                               |                                                                               |                                                                               |                                                                               |
| 1998 | Message to God - Pubblicato: 14 settembre 2009 - Etichetta: Roadrunner - Formati: download digitale  | —  | —  | —   | — | — | —  | —  |  |                                                                               |                                                                               |                                                                               |                                                                               |                                                                               |                                                                               |                                                                               |                                                                               |                                                                               |                                                                               |                                                                               |                                                                               |                                                                               |                                                                               |                                                                               |                                                                               |                                                                               |
| 2008 | Message to God - Pubblicato: 14 settembre 2009 - Etichetta: Roadrunner - Formati: download digitale  | —  | —  | —   | — | — | —  | —  |  |                                                                               |                                                                               |                                                                               |                                                                               |                                                                               |                                                                               |                                                                               |                                                                               |                                                                               |                                                                               |                                                                               |                                                                               |                                                                               |                                                                               |                                                                               |                                                                               |                                                                               |
| 2010 | X - Pubblicato: 14 settembre 2009 - Etichetta: Roadrunner - Formati: download digitale               | —  | —  | —   | — | — | —  | —  |  | "—" indica una pubblicazione non classificata o non pubblicata in quel Paese. | "—" indica una pubblicazione non classificata o non pubblicata in quel Paese. | "—" indica una pubblicazione non classificata o non pubblicata in quel Paese. | "—" indica una pubblicazione non classificata o non pubblicata in quel Paese. | "—" indica una pubblicazione non classificata o non pubblicata in quel Paese. | "—" indica una pubblicazione non classificata o non pubblicata in quel Paese. | "—" indica una pubblicazione non classificata o non pubblicata in quel Paese. | "—" indica una pubblicazione non classificata o non pubblicata in quel Paese. | "—" indica una pubblicazione non classificata o non pubblicata in quel Paese. | "—" indica una pubblicazione non classificata o non pubblicata in quel Paese. | "—" indica una pubblicazione non classificata o non pubblicata in quel Paese. | "—" indica una pubblicazione non classificata o non pubblicata in quel Paese. | "—" indica una pubblicazione non classificata o non pubblicata in quel Paese. | "—" indica una pubblicazione non classificata o non pubblicata in quel Paese. | "—" indica una pubblicazione non classificata o non pubblicata in quel Paese. | "—" indica una pubblicazione non classificata o non pubblicata in quel Paese. | "—" indica una pubblicazione non classificata o non pubblicata in quel Paese. |

## Singoli
| Anno | Titolo                                                 | Classifiche | Album di provenienza                            |
| Anno | Titolo                                                 | USA Main.   | Album di provenienza                            |
| ---- | ------------------------------------------------------ | ----------- | ----------------------------------------------- |
| 1992 | Pull Me Under                                          | 10          | Images and Words                                |
| 1993 | Another Day                                            | 22          | Images and Words                                |
| 1994 | Lie                                                    | 38          | Awake                                           |
| 1994 | The Silent Man                                         | —           | Awake                                           |
| 1997 | Hollow Years                                           | —           | Falling into Infinity                           |
| 1999 | Home                                                   | —           | Metropolis Pt. 2: Scenes from a Memory          |
| 2000 | Through Her Eyes                                       | —           | Metropolis Pt. 2: Scenes from a Memory          |
| 2009 | A Rite of Passage                                      | —           | Black Clouds & Silver Linings                   |
| 2009 | Stargazer                                              | —           | Black Clouds & Silver Linings - Special Edition |
| 2009 | Tenement Funster/Flick of the Wrist/Lily of the Valley | —           | Black Clouds & Silver Linings - Special Edition |
| 2009 | Odyssey                                                | —           | Black Clouds & Silver Linings - Special Edition |
| 2009 | Take Your Fingers from My Hair                         | —           | Black Clouds & Silver Linings - Special Edition |
| 2009 | Larks Tongues in Aspic Pt. 2                           | —           | Black Clouds & Silver Linings - Special Edition |
| 2011 | On the Backs of Angels                                 | —           | A Dramatic Turn of Events                       |
| 2013 | The Enemy Inside                                       | —           | Dream Theater                                   |
| 2014 | Illumination Theory                                    | —           | Dream Theater                                   |
| 2015 | The Gift of Music                                      | —           | The Astonishing                                 |
| 2016 | Our New World (featuring Lzzy Hale)                    | —           | The Astonishing                                 |
| 2018 | Untethered Angel                                       | —           | Distance Over Time                              |
| 2019 | Fall into the Light                                    | —           | Distance Over Time                              |
| 2019 | Paralyzed                                              | —           | Distance Over Time                              |
| 2020 | Pale Blue Dot                                          | —           | Distant Memories - Live in London               |
| 2020 | Fatal Tragedy                                          | —           | Distant Memories - Live in London               |
| 2020 | The Holiday Spirit Carries On                          | —           | /                                               |
| 2021 | The Alien                                              | —           | A View from the Top of the World                |
| 2021 | Invisible Monster                                      | —           | A View from the Top of the World                |

## Videografia

### Album video
| Anno                                                                          | Titolo | Classifiche | Classifiche | Classifiche | Classifiche | Classifiche | Classifiche | Classifiche | Classifiche | Certificazioni |
| Anno                                                                          | Titolo | US          | AUT         | FIN         | GER         | ITA         | NLD         | NOR         | SWE         | Certificazioni |
| ----------------------------------------------------------------------------- | --- | ----------- | ----------- | ----------- | ----------- | ----------- | ----------- | ----------- | ----------- | -------------- |
| 2012                                                                          | Royal Hunt: 20th Anniversary - Pubblicato: 16 novembre 2012 - Etichetta: Atlantic, East West - Formati: VHS | 13          | 71          | 44          | —           | —           | 34          | —           | —           |                |
| "—" indica una pubblicazione non classificata o non pubblicata in quel Paese. | |             |             |             |             |             |             |             |             |                |

### Video musicali
| 1992           | Flight               | David Roth       |      |     |             |
| 1992           | Land of Broken Heart | Chris Painter    |      |     |             |
| 1992           | Heart of the City    | Chris Painter    | 1992 | Lie | Ralph Ziman |
| The Silent Man | Pamela Birkhead      |                  | 1992 |     |             |
| 1993           | Clown in the Mirror  | Axel Baur        |      |     |             |
| 1993           | Legion of the Damned | Pamela Birkhead  |      |     |             |
| 1993           | Bad Blood            | Yasufumi Soejima |      |     |             |
| 1993           | Moving Target        |                  |      |     |             |
| Wither         |                      |                  |      |     |             |
| 1995           | Last Goodbye         |                  |      |     |             |

## Altre pubblicazioni

### Bootleg ufficiali
Demo Series
- 2000 – The first Demos 1989-1990
- 2006 – Land of Broken Heart Demos 1992
- 2009 – Crown in the Mirror Demos 1989-1991
- 2010 – Movin Target Demos 1994
- 2013 – The Mission Demos 1996-1997
- 2014 – Eyewhitness Demos 2003

Live Series
- 2003 – Cleveland, 5/126/98
- 2007 – New York City 3/4/93
- 2007 – Bucharest, Romania 7/4/06 (DVD)
- 2009 – Santiago, Cile 12/6/07 (DVD)